# جون برادبري بينيت (ضابط)
جون برادبري بينيت هو (بالإنجليزية: John Bradbury Bennet)‏ ضابط في الجيش الأمريكي خدم برتبة خلال الحرب العالمية الأولى. وُلد في 6 ديسمبر 1865 وتُوفي في 2 سبتمبر 1930.

## حياته المُبكرة
وُلد جون في نيو برونزويك بولاية نيو جيرسي. تخرج من الأكاديمية الأمريكية العسكرية في المرتبة الثامنة والعشرين من أصل خمسة وستين في صف 1891.

## حياته المهنية
بعد التخرج، كُلف بينيت للخدمة في فرقة المشاة السابعة التي كانت متمركزة في فورت لوبتون بكولورادو.
وخلال الحرب الإسبانية الأمريكية، كان بينيت مساعداً للجنرال هنري ميريا. كما قاد فرقة المشاة السادسة عشر أثناء الحرب الفليبينية الأمريكية. وكان في وقت لاحق مساعد قائد ومفتش للشرطة الفلبينية تحت الإشراف للجنرال العام هنري ألين. كما أدار مدرسة للشرطة في باغويو.
وفي عام 1917، كان مساعد رئيس قسم الطيران في سلاح الإشارة، بصفته ملازم أول. كما كان في قيادة الركوب في كامب ميريت بنيو جيرسي. وقاد الفيلق الحادي عشر في فرنسا. وفي الأول من تشرين الأول / أكتوبر 1918، أصبح بينيت عميدًا عامًا.
قام بينيت بعد الحرب بإدارة معسكر التسريح في كامب ميد بولاية ميريلاند، ثم خدم في هيئة الأركان العامة لإدارة الحرب. وتخرج في عام 1921 من كلية الحرب العسكرية وفي عام 1930 من كلية الأركان العامة في فورت ليفنوورث بولاية كنساس. وفي عام 1925، تقاعد برتبة مقدم وتمت ترقيته إلى رتبة عميد في القائمة المتقاعدة في عام 1930.

## الجوائز
حصل جون على وسام جوقة الشرف من فرنسا.

## الوفاة والإرث
توفي جون برادبري بينيت عن عمر ناهز الرابعة والستين في 2 سبتمبر عام 1930. ودُفن في مقبرة أرلينغتون الوطنية في القسم 7، بالموقع 9025.

## فهارس
- Davis, Henry Blaine. Generals in Khaki. Raleigh, NC: Pentland Press, 1998. (ردمك 1571970886) 231779136